# Escandalosa (nàutica)

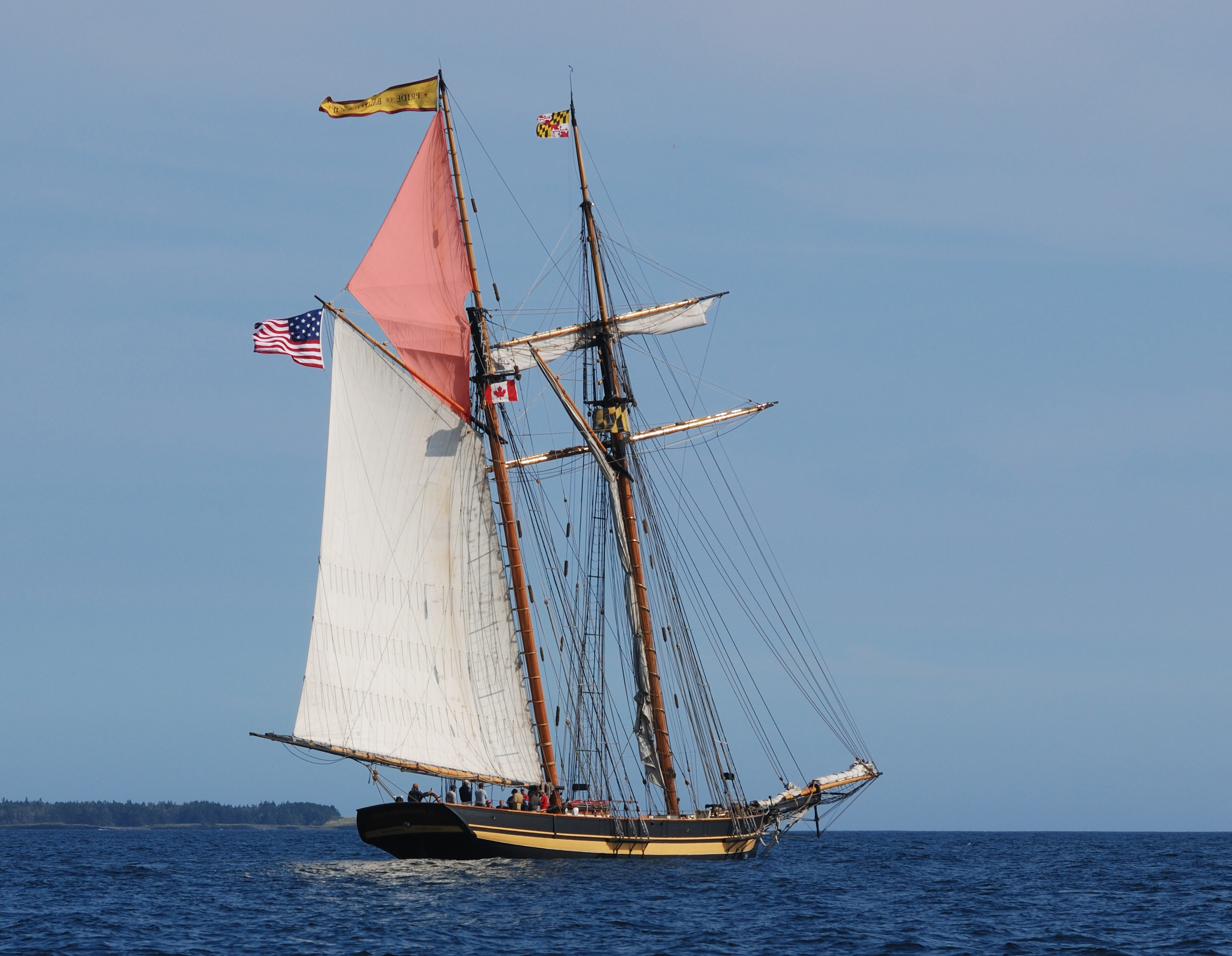
El Pride of Baltimore amb l'escandalosa (acolorida) hissada

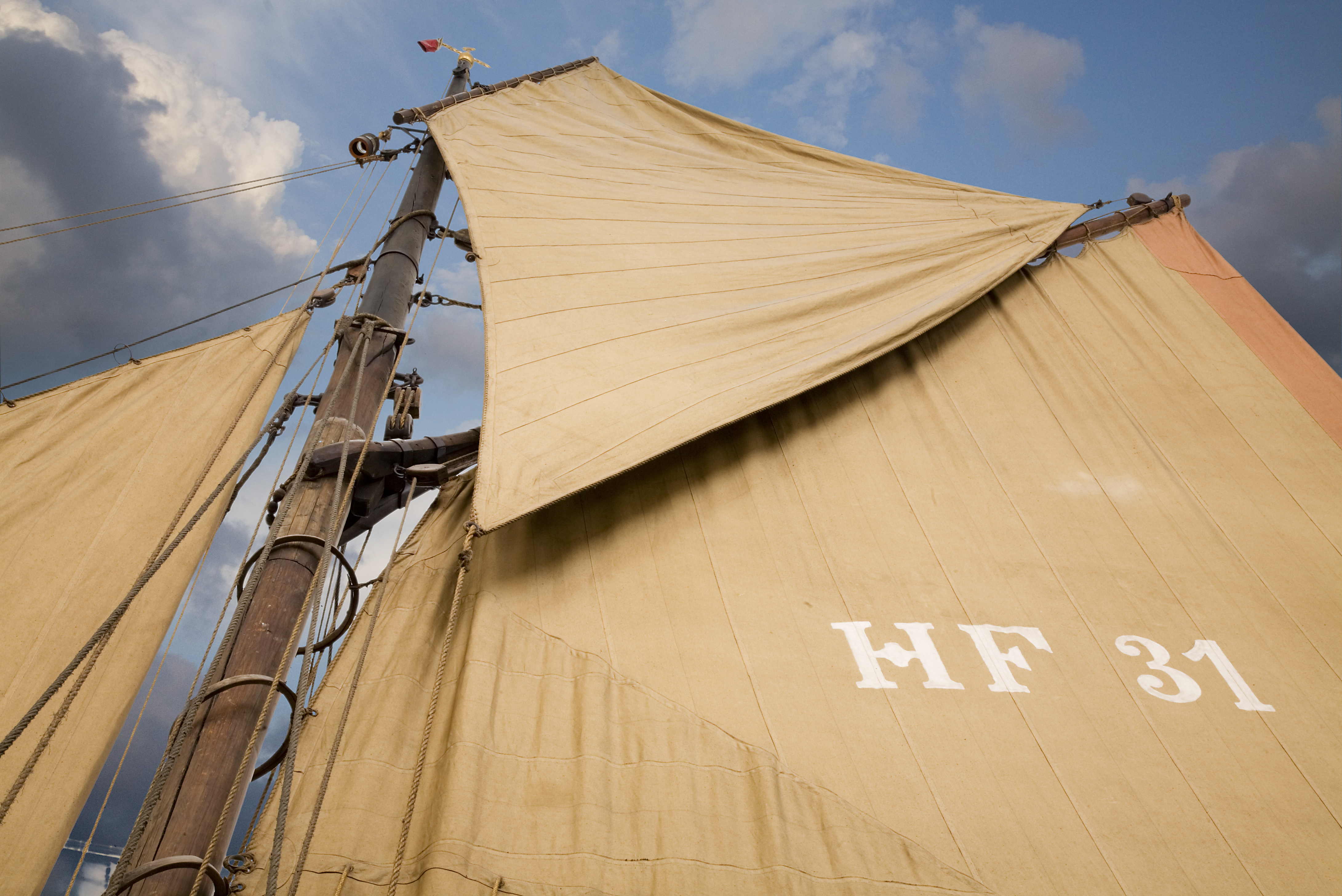
Detall d'una escandalosa trapezoïdal

Una escandalosa és una vela de tallant, triangular, que s'hissa per damunt de la cangrea. Va guarnida amb drissa, dues escotes, dues amures i una o dues carregadores. Es ferma per un cantó al pic o antena i per l’altre al masteler. S'hissa amb temps favorable per augmentar lleugerament l'escora del veler i guanyar una mica de velocitat. En algunes embarcacions l'escandalosa té forma trapezoidal irregular; llavors la part inferior se solapa una mica amb la cangrea.
Guarneixen escandalosa bricbarques, goletes, cúters, quetxs, iols i sloops.

## Escandaloses de regates
Hi ha molts exemples d’escandaloses de gran superfície amb el caient inferior més llarg que el pic de la cangrea. Aquestes veles necessitaven una perxa suplementària per a permetre el seu funcionament, mantenint la vela estesa malgrat la pressió del vent. Hissar i ajustar, i també arriar, aquestes variants especialitzades era una tasca difícil poc adequada per a la majoria de velers.
|  |  |